# Helmuth Schroeder (Diplomat)
Helmuth H. R. Schroeder ist ein ehemaliger deutscher Diplomat, der unter anderem Botschafter in Sambia sowie in Albanien war.

## Leben
Schroeder trat in den Auswärtigen Dienst ein und fand nach Abschluss der Laufbahnprüfung für den höheren Dienst Verwendungen in der Zentrale des Auswärtigen Amtes und an verschiedenen Auslandsvertretungen.
1997 wurde er Botschafter in Sambia und verblieb bis 2001 auf diesem Posten. Der Beginn seiner Amtszeit war geprägt von politischen Turbulenzen nach den Wahlen 1996 und dem Putschversuch von Teilen der Armee unter der Führung von Stephen Lungu am 28. Oktober 1997 sowie der Verhaftung des langjährigen Präsidenten Sambias, Kenneth Kaunda, am 25. Dezember 1997. Ende März 1998 erklärte er in dieser Funktion, dass es zu stärkeren bilateralen Gesprächen kommen könnte, nachdem Sambia den Ausnahmezustand gelockert hatte.
Im Anschluss erhielt er 2001 als Nachfolger von Peter Kiewitt seine Akkreditierung als Botschafter in Albanien. Dort war er bis zu seiner Ablösung durch Hans-Peter Annen im Jahr 2003. Über seine Erfahrungen als Botschafter in Albanien hielt er 27. Juni 2007 einen Vortrag zum Thema Albanien auf dem Weg nach Europa an der Fachhochschule Kärnten.
Am 10. November 2011 gehörte Schroeder zu einer Gruppe von 32 ehemaligen Botschaftern und Generalkonsuln, die in einem offenen Brief an Bundeskanzlerin Angela Merkel und Bundesaußenminister Guido Westerwelle forderten, die Frage der Aufnahme Palästinas in die Vereinten Nationen mit einem klaren „Ja“ zu beantworten.